# Ұ
La U corta kazaja (Ұ ұ; cursiva: Ұ ұ) es una letra del alfabeto cirílico. En Unicode, esta letra se llama “U recta con trazo”. Su forma es la letra ue (Ү ү Ү ү) con un trazo horizontal a través de ella. 
La U corta kazaja se usa en el alfabeto del idioma kazajo, donde representa la vocal cerrada posterior redondeada /u/, o la vocal casi cerrada semiposterior redondeada /ʊ/. En otras circunstancias, se utiliza como reemplazo de la letra anterior para representar vocal cerrada anterior redondeada /y/ en situaciones en las que se confundiría fácilmente con letra u. Es romanizada como ‹ū› en kazajo (reforma de 2021). 

## Códigos informáticos
| Carácter      | Ұ                                          | Ұ                                          | ұ                                          | ұ                                          |
| ------------- | ------------------------------------------ | ------------------------------------------ | ------------------------------------------ | ------------------------------------------ |
| Unicode       | LETRA MAYÚSCULA CIRÍLICA U RECTA CON TRAZO | LETRA MAYÚSCULA CIRÍLICA U RECTA CON TRAZO | LETRA MINÚSCULA CIRÍLICA U RECTA CON TRAZO | LETRA MINÚSCULA CIRÍLICA U RECTA CON TRAZO |
| Codificación  | decimal                                    | hex                                        | decimal                                    | hex                                        |
| Unicode       | 1200                                       | U+04B0                                     | 1201                                       | U+04B1                                     |
| UTF-8         | 210 176                                    | D2 B0                                      | 210 177                                    | D2 B1                                      |
| Ref. numérica | &#1200;                                    | &#x4B0;                                    | &#1201;                                    | &#x4B1;                                    |